# Andrej Lazarov
Andrej Lazarov (in macedone Андреј Лазаров?; Kočani, 8 settembre 1999 – Kočani, 16 marzo 2025) è stato un calciatore macedone, di ruolo centrocampista.

## Biografia
Lazarov si è formato calcisticamente nel Metalurg Skopje e poi nel Rabotnički. Con i biancorossi ha esordito nella massima serie macedone il 1° aprile 2018 nel pareggio casalingo contro l'Akademija Pandev. Dopo un primo prestito al Tikveš Kavadarci, verrà definitivamente acquisito dal club di Kavadarci nel gennaio 2022.
Nell'estate 2023 viene ingaggiato dai croati del Rudeš, club della massima serie croata, che già nella sessione di mercato seguente lo cederanno all'HNK Gorica, con cui otterrà il settimo posto finale nella Hrvatska nogometna liga 2023-2024.
Nel settembre 2024 torna in patria, ingaggiato dallo Shkupi, club impegnato nella Prva makedonska fudbalska liga 2024-2025, nel quale militerà sino alla sua morte.
È morto il 16 marzo 2025 a seguito delle ustioni e dell'intossicazione respiratoria dovute ad un incendio nella discoteca "Club Pulse" di Kočani nella regione Orientale della Macedonia del Nord, nella quale sono morte 59 persone ed altre 155 sono rimaste ferite. L'atleta si è distinto per il suo eroismo ed altruismo, cercando di fare uscire dal locale in fiamme più persone possibili, cosa che poi gli è costata la vita.